# 烏勞斯·馬格努斯
烏勞斯·馬格努斯（Olaus Magnus，1490年—1557年8月1日）是瑞典的神職、歷史學者、外交官。

## 經歷
1490年，出身於貴族之家，和其兄約翰尼斯同為高位神職人員。1523年，被國王古斯塔夫一世派遣至教宗國，處理其兄約翰尼斯的烏普薩拉大主教任命問題。但是，教宗拒絕任命約翰尼斯，導致瑞典宗教改革。
之後，烏勞斯留在羅馬。1545年至1549年，受教宗保祿三世委任，出席特倫托會議。1557年，在羅馬過世，葬於聖伯多祿大殿，在其兄的墓旁。

## 作品
- 『海圖』
- 『北地民族史』

## 脚注
1. ↑  .   [2019-11-13]. （原始内容存档于2019-11-13）.

## 外部連結
- Carta Marina （页面存档备份，存于）